# No-teater

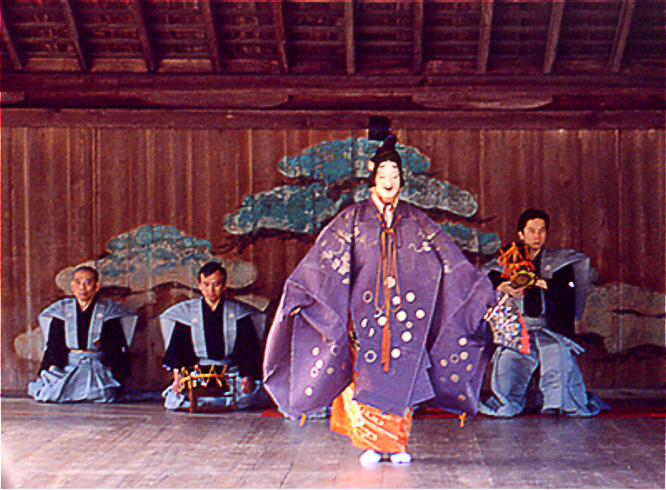
No-föreställning vid helgedomen Itsukushima.

No eller noh (japanska 能, nō) är en klassisk japansk teaterstil som har framförts sedan 1300-talet. No kännetecknas av strikt kodifierade rörelsemönster, vanligen långsamma och spartanska. Dialogen framförs i en högt stiliserad intonation, i det närmaste ett mässande och No-skådespelarna använder sig av masker.

## Historia
Tillsammans med den nära besläktade kyogenfarsen utvecklades den från olika populära och konstnärliga teaterformer, som dengaku, shirabyoshi och gagaku. No kom senare att lägga grunden för andra dramaturgiska former som kabuki. Under Meijieran, trots tappat stöd från regimens sida, kom no och kyogen att erkännas som två av tre officiella nationella former av drama.

## No-dramats framväxt

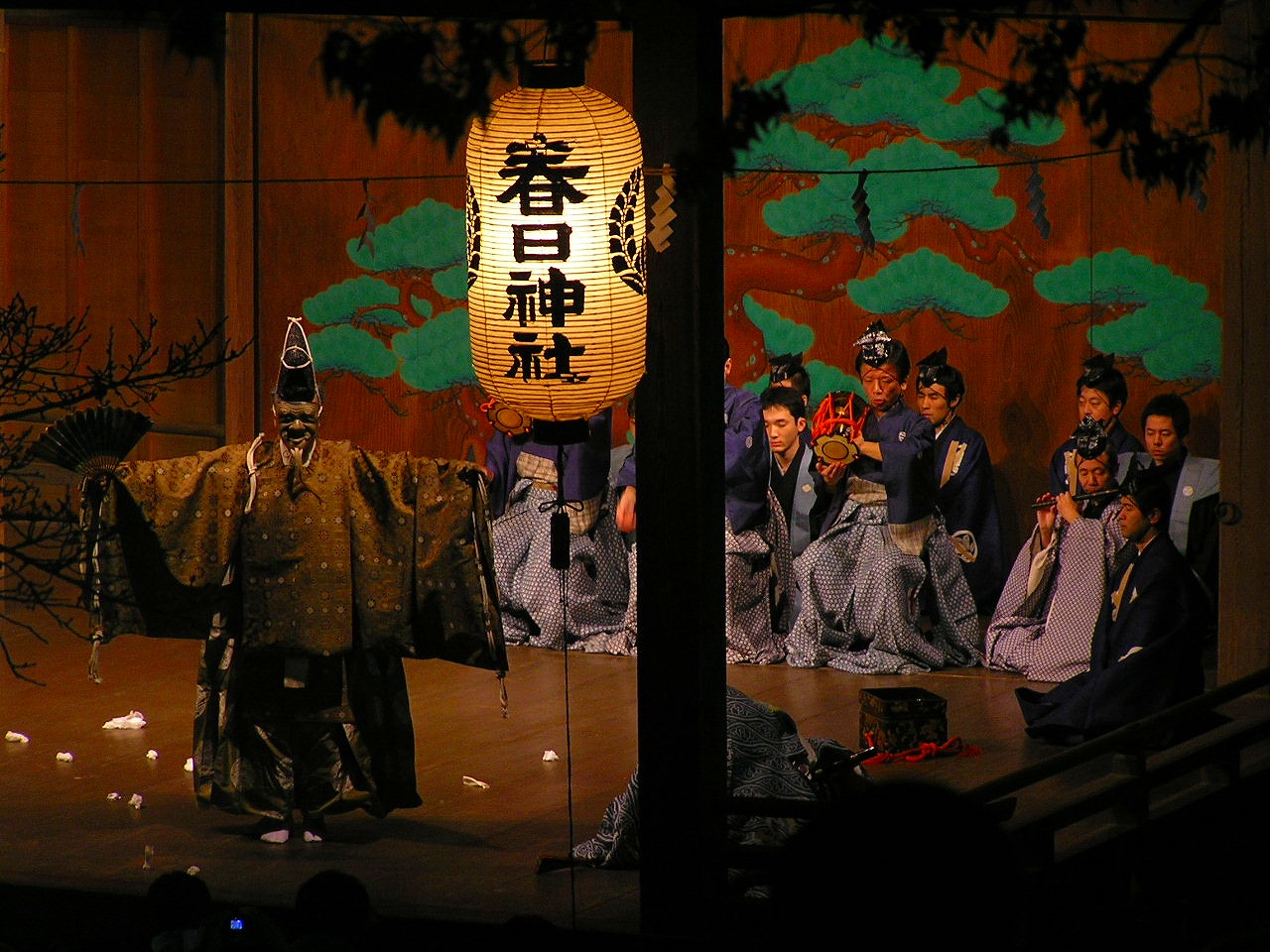
No-teater på natten

No fick sin nuvarande form under Muromachiperioden. När Kanami (1333–1384) föddes stod dengaku på sin höjdpunkt. Under den blivande shogunen Yoshimitsu Ashikaga beskydd kunde Kanami utveckla en syntes av teaterformen sarugaku, en akrobatisk dansteater kombinerad med recitationen och danserna från den rituella teaterformen dengaku. Slutresultatet blev en elegant och raffinerad konstform väl anpassad för en aristokratisk publiks smak. Under Kanamis son Zeami Motokiyo (1363–1443) förfinades nodramats uttryck ytterligare. Zeami, som var skådespelare i faderns no-teatergrupp, introducerade begreppet yūgen – den stilla elegansen, som ett ideal för no. Zeami nöjde sig inte med att vara skådespelare, utan var även scenograf och författare till många no-dramer. Många av de dramer som han författade var förmodligen baserade på verk av hans far, men i den form som han själv förespråkade. Han skrev även flera essäer om no. Den mest inflytelserika essän är Fushi Kaden från 1423, vilken än i dag tas som riktlinje för vad no skall vara. No teater spelas utanför japanska tempel som en välsignelse, och för att bidra "till de goda krafterna".

## No-dramat
På grund av den mässande karaktären hos de intonationsmönster som används inom no, så har den även kallats för japansk opera. Detta är dock missvisande, då melodin inte är den viktigaste komponenten. Mässandet sker inom en begränsad tonskala, med långa repetitiva delar inom ett litet dynamiskt omfång. Texterna är poetiska, och använder sig huvudsakligen av ett versmått med fem eller sju stavelser per rad, det vill säga en form som återkommer i waka- eller den mycket senare haikudiktningen. Uttrycket är sparsamt, och använder allusioner flitigt. Texterna framförs på klassisk japanska, och är inte omedelbart tillgängliga för en modern japansk publik.

## Roller

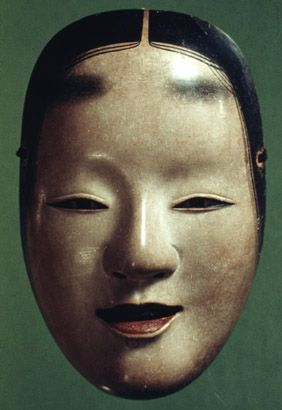
Mask föreställande ung kvinna

Det finns fyra huvudkategorier av skådespelare och åtta huvudkategorier av rollfigurer inom no:
- shitekata är den vanligaste typen av skådespelare. Han kan tolka olika rollfigurer, som:
  - shite - huvudkaraktär
  - tsure - biroll, kompanjon till shite
  - jiutai - kören, vanligen 6–8 skådespelare
  - koken - scenassistenter
- wakikata tolkar enbart rollfigurer av typen waki – motspelaren till shite.
- kyogenkata kallas den skådespelarstil som används i de kyogenstycken som framförs som pausunderhållning mellan två no-dramer, eller ibland som insprängda avsnitt av ett drama.
- hayashikata är musikerna, vilka spelar ett av de fyra instrument som används inom no-dramat.

De skådespelare som tolkar shite och waki tränas avskiljt från varandra, av olika lärare och det går heller inte att byta kategori.
Shite är de huvudsakliga rollfigurerna i ett no-drama, och de som utför danserna. De kan tolka ett vitt register av karaktärer. Alla skådespelare är män, och rollfigurens natur visas genom en utsirad klädedräkt och den mask som skådespelaren bär. Enbart shite bär masker. Om rollfiguren är en äldre man, så behövs inte någon mask, men skådespelaren ska då härma uttrycklösheten hos de andra skådespelarna på scenen, och spela 'som om han bar en mask' (hitamen). En enskild skådespelare kan spela flera roller i ett och samma drama. Den huvudsakliga funktionen hos waki är att fungera som motpart till shite och skapa en kontext i vilken denne kan utföra sin dans. Waki spelar utan mask, och rollen är alltid en levande man, antingen en aristokrat, ett sändebud, en präst, en samuraj, en man av folket eller liknande.

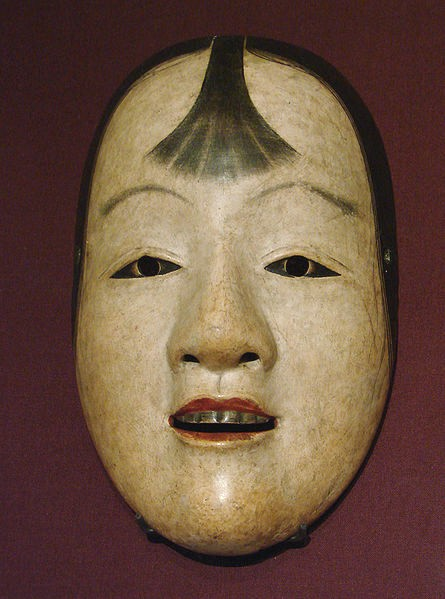
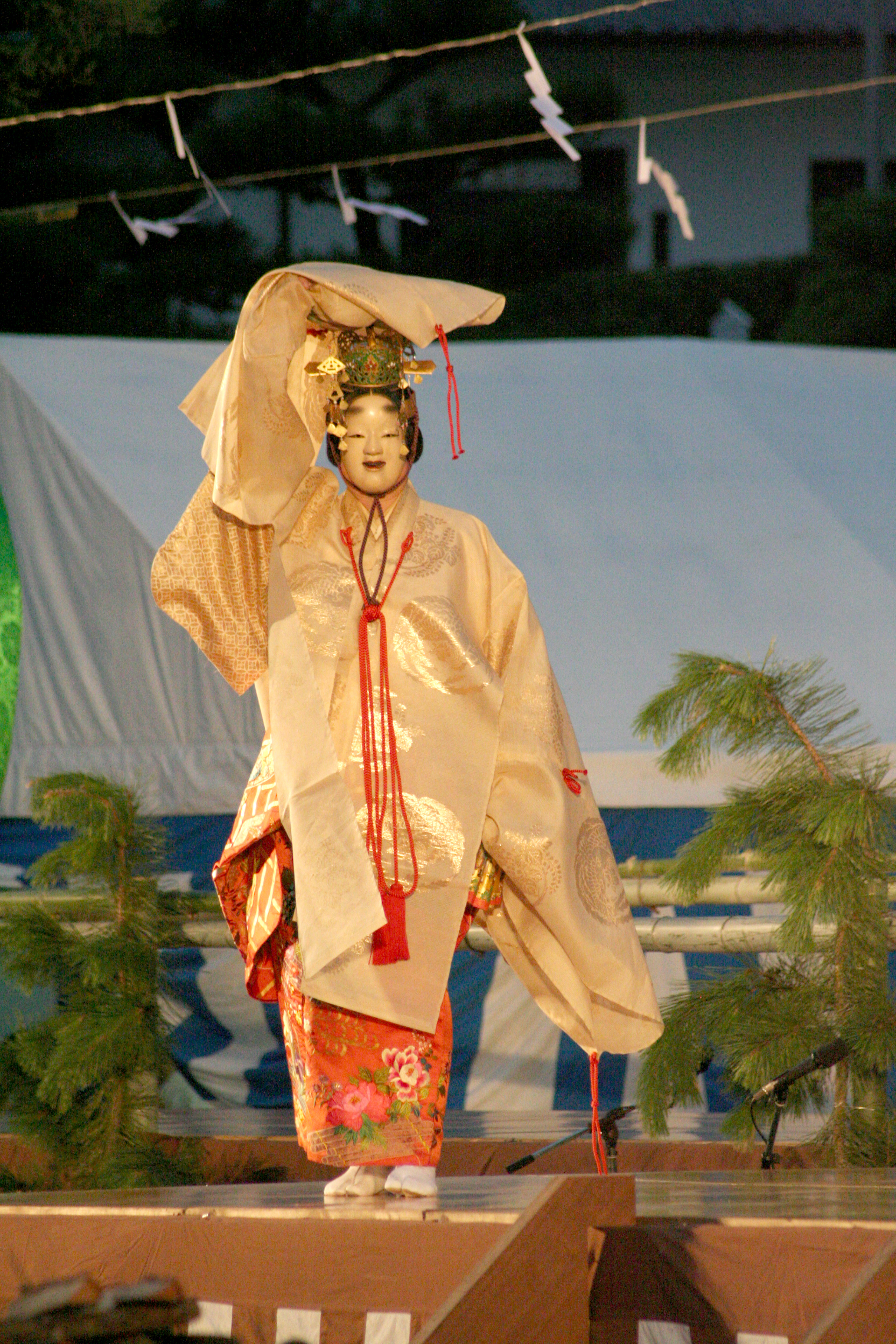
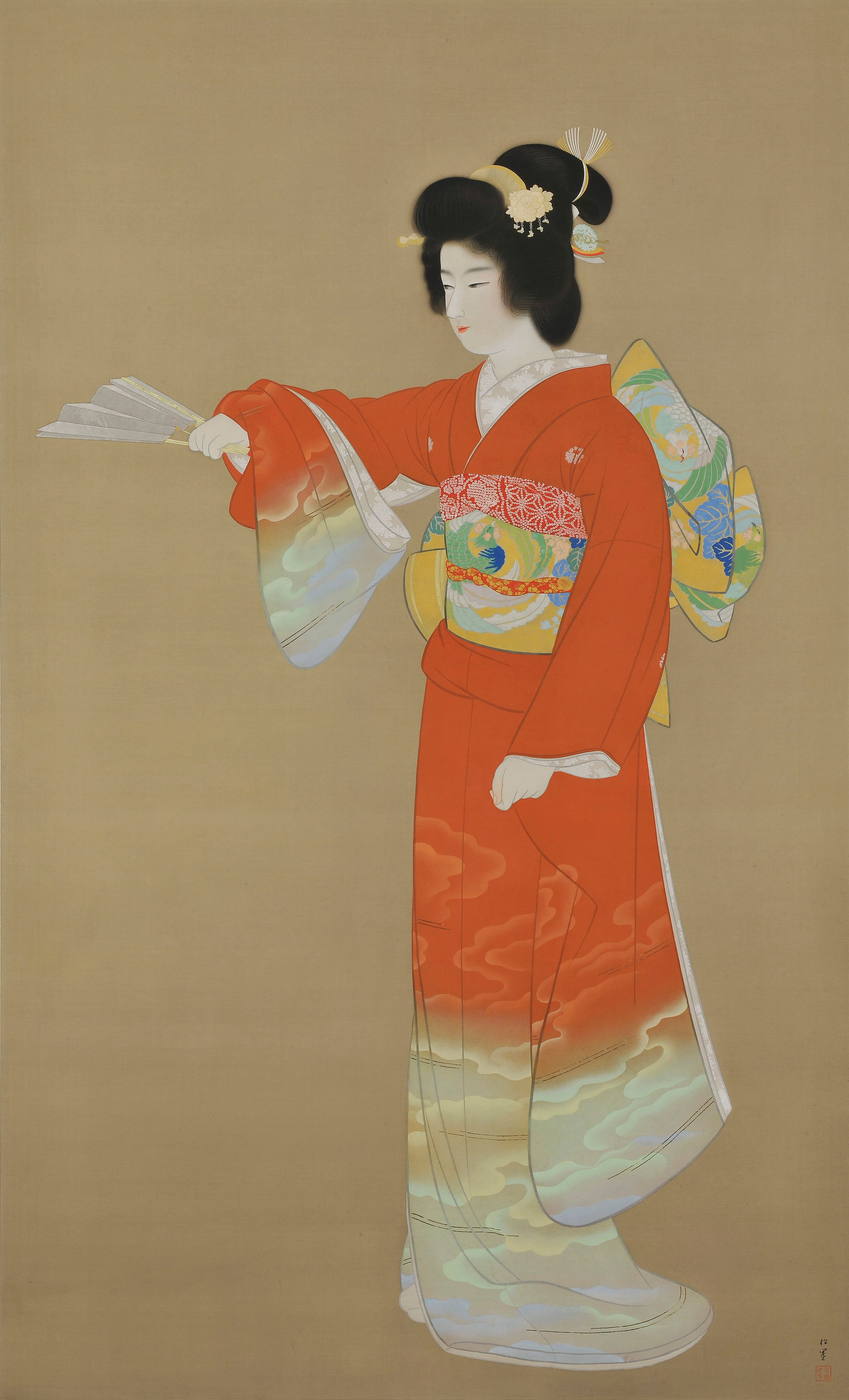
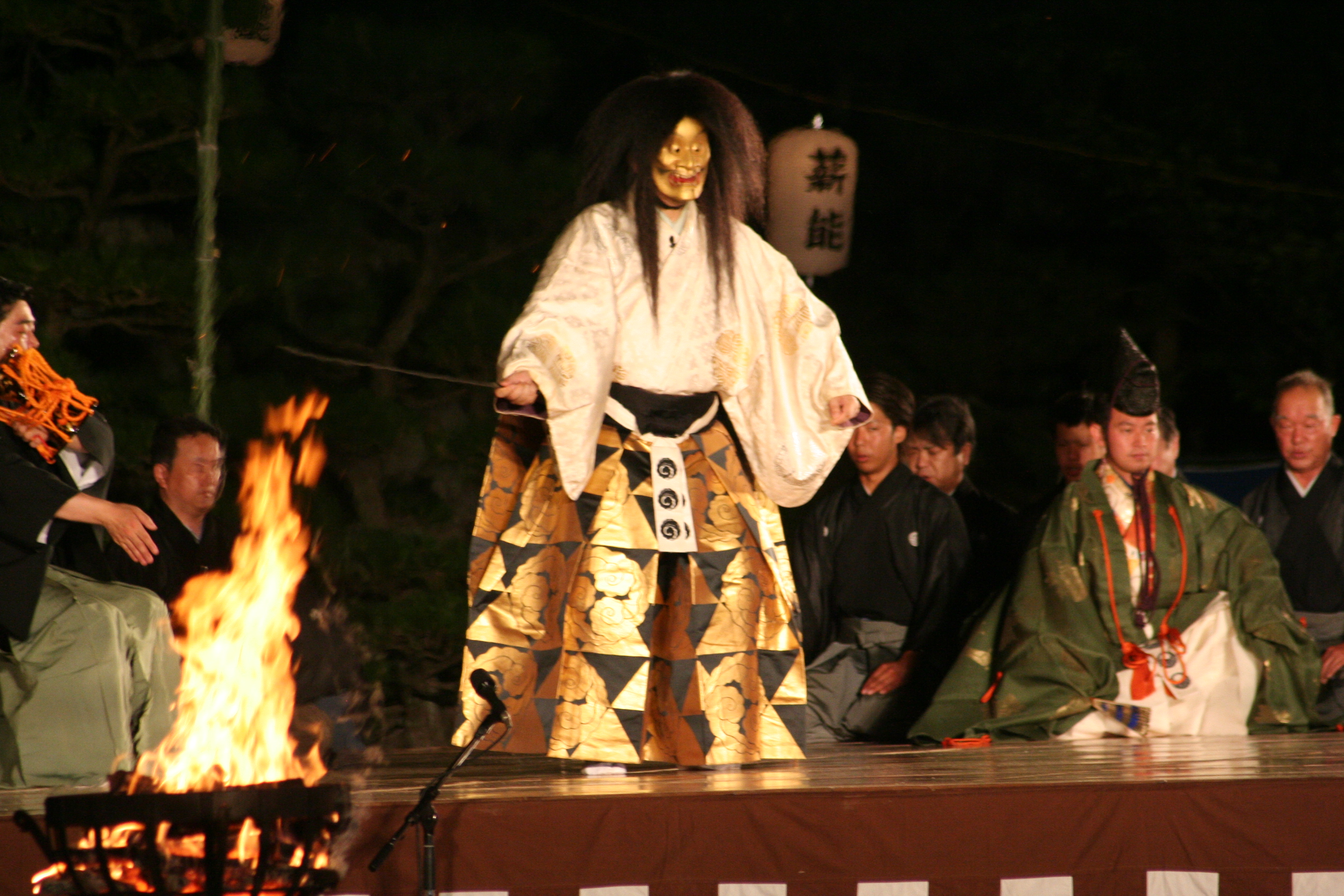
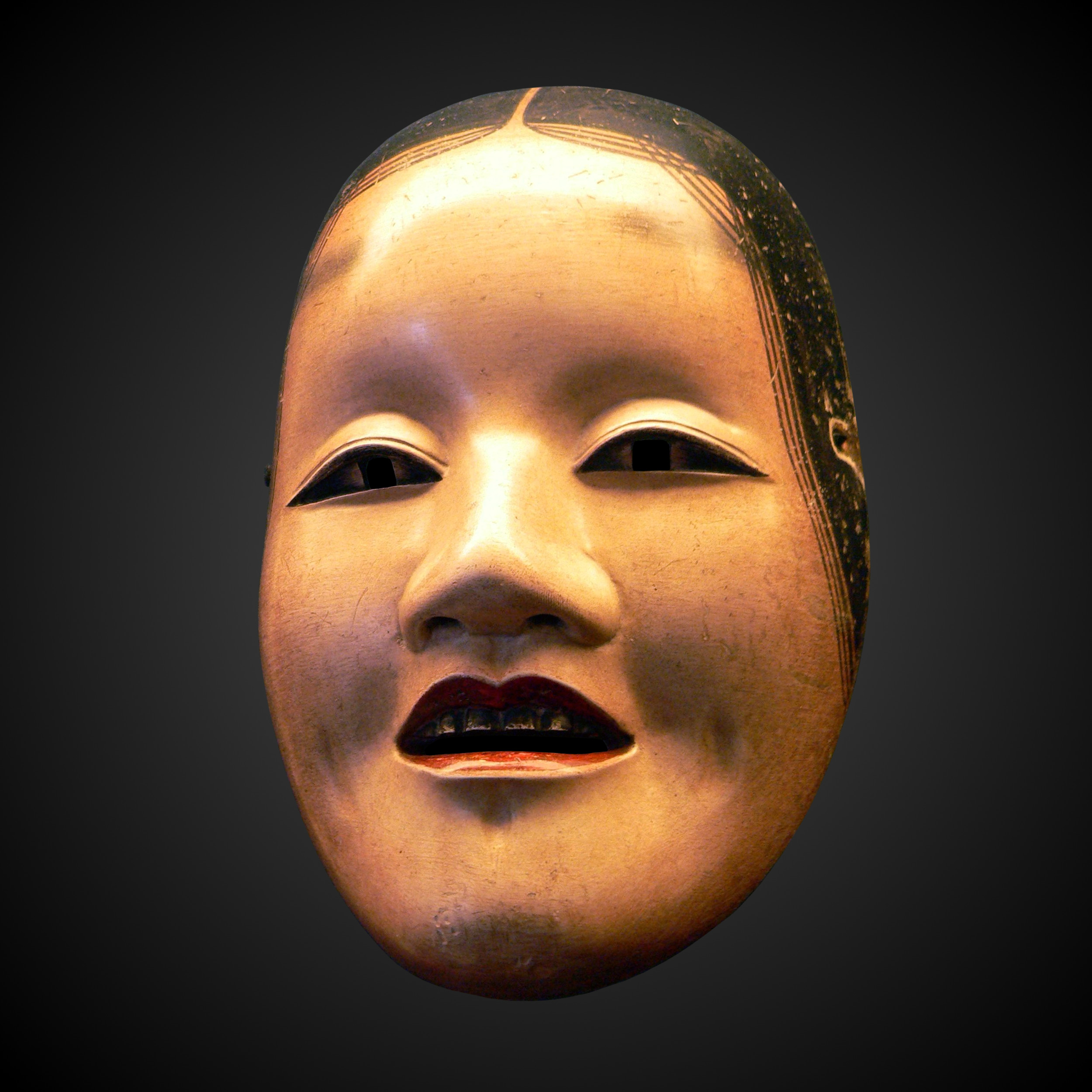
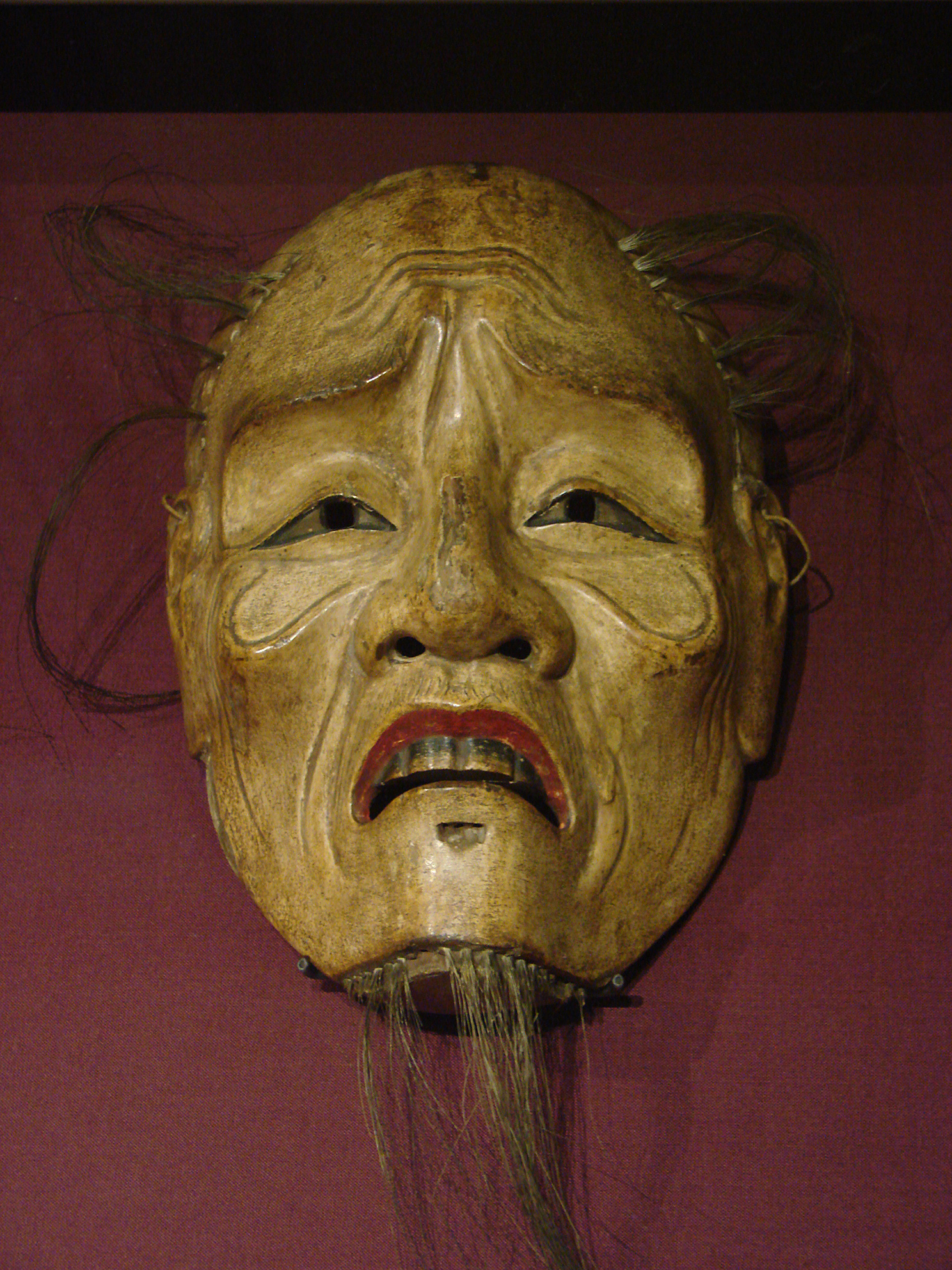

Den sociala statusen hos rollen utläses av klädedräkten.
Skådespelarna både dansar och reciterar samtidigt. Skådespelarna kan använda en solfjäder när de dansar.